# Evaluês
Evaluês são um subgrupo dos acãs e habitam o sudoeste do Gana e através da fronteira com a Costa do Marfim. No século XIX, como os zemas, eram intermediários comerciais entre as tribos interioranas e os viajantes britânicos. Tal papel findou em 1898, quando mercadores franceses, tomando a gerência da África Ocidental Francesa, os taxaram muito. No mesmo século, vários evaluês receberam instrução dos franceses e formaram uma classe professoral que ainda existe no Gana. Segundo estimado em 1999, há 5 000 evaluês, a maioria deles vivendo da agricultura.